# 김광율
김광율 또는 김광률(金光律, 1930년 10월 27일 ~ 1966년 8월 8일)은 대한민국의 군인이다. 그는 1930년 10월 중국 봉천에서 태어났다. 6.25전쟁이 한창이던 1950년 10월 입대하여 수많은 전투에서 공을 세웠다. 이후 1953년 11월 육군 소위로 임관하여 보병 제20사단 60연대 소대장 보직으로 장교생활을 시작하였고, 보병 제20사단 60연대 수색중대장 임무도 수행하였다. 이때 북한 간첩과 교전을 벌이다 적군의 총탄에 산화하였다. 대한민국 전쟁기념관에서 선정하여 발표하는 한국의 호국(護國) 인물 명단인 이달의 호국인물에 선정되었다. 김광율은 2009년 8월의 호국인물이다.

## 무장공비 토벌작전
- 1966년 8월 8일 새벽 1시, 북한군 무장간첩 3명이 전방 철책지역을 통해 침투
- 20사단 62연대 1중대 경계병들의 집중사격
- 적 사살 확인과 간첩 소탕을 위해 김광율 대위가 지휘하던 20사단 60연대 수색중대 투입
- 사살된 간첩 1명과 부상을 입은 간첩 1명을 확인, 배낭 3개를 발견
- 나머지 한 명을 생포하기 위한 수색전에 들어감(당시 수색 지역은 숲이 무성하고 지뢰의 위험이 높은 비무장지대였음에도 불구하고 적을 생포하겠다는 일념으로 작전을 수행)
- 은신해 있던 도주 간첩이 던진 수류탄에 의해 얼굴 등에 파편상을 입음
- 수색 시작 5시간여 만에 적을 발견하고 투항할 것을 종용
- 적군의 갑작스러운 사격에 의해 산화

## 업적

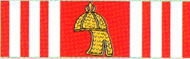
충무무공훈장

김광율은 슬하에 아내와 3남매의 자녀가 있었음에도 국가를 위해 한몸 아끼지 않고 희생했다. 여기에 그 무훈을 높이 기리기 위해 일계급 특진되었고, 충무 무공훈장이 추서되었다.

## 김광율 추모비
경기도 연천군 신서면 도신리에 대간첩작전 임무 수행중 전사한 김광율 소령을 추모하기 위해 보병 제20사단이 1967년 4월 20일 이 비를 세웠다. 비문은 다음과 같다."1966년도 올빼미부대 대간첩작전에서 빛나는 전공을 세우고 조국의 수호신으로 산화한 고 김광율 소령의 충용무쌍한 감투정신과 거룩한 희생정신을 높이 찬양하고 그 유훈을 깊이 받들고자 여기에 기념탑을 세우다."
| 시설명   | 김광율 추모비                    |
| 종류     | 비석                             |
| 소재지   | 경기도 연천군 신서면 도신리 산18 |
| 관할지청 | 경기북부보훈지청                 |
| 관리자   | 제60여단                         |

## 김광율의 묘
국립 서울 현충원 54묘역 6판 1809호에 위치하여 있다. 안장 배경은 다음과 같이 소개되어있다.
"1966년 8월 8일 부비츄렙이 요란한 폭음을 내며 갑자기 폭발하자. 그 순간 간첩침투의 예고임을 직감한 경계병들이 집중사격을 가했고, 간첩 1명 사살, 1명 부상 그 주변엔 3개의 배낭과 기관총 등이 발견되어 3인조 무장간첩단으로 판단, 나머지 한 명을 생포하기 위한 수색전에 들어갔다. 적을 반드시 생포하겠다는 일념으로 작전을 지휘하던 중 도주 간첩이 던진 수류탄에 의해 얼굴 등에 파편상을 입었다. 그러나 응급치료도 미룬 채 포위망을 좁혀 가던 중 수색 5시간여 만에 적을 발견하고 투항할 것을 종용했지만 적이 사격해 오자 선두에서 교전하다 적의 총탄에 맞아 산화했다."

## 같이 보기
- 이달의 호국인물
- 충무무공훈장
- 국립서울현충원
- 제20기계화보병사단

## 참고 문헌
- 정, 문식 (2014). 《잊혀진 영웅들》. 도서출판 백암. ISBN 978-89-7625-158-9.